# Cine de Rusia
El cine de Rusia ha tenido distintas etapas en la historia rusa, desde los orígenes importando los Zares la novedad desde Francia, pasando por el emblemático cine soviético y llegando al moderno cine de la actual Federación de Rusia. 

## Cine del Imperio ruso

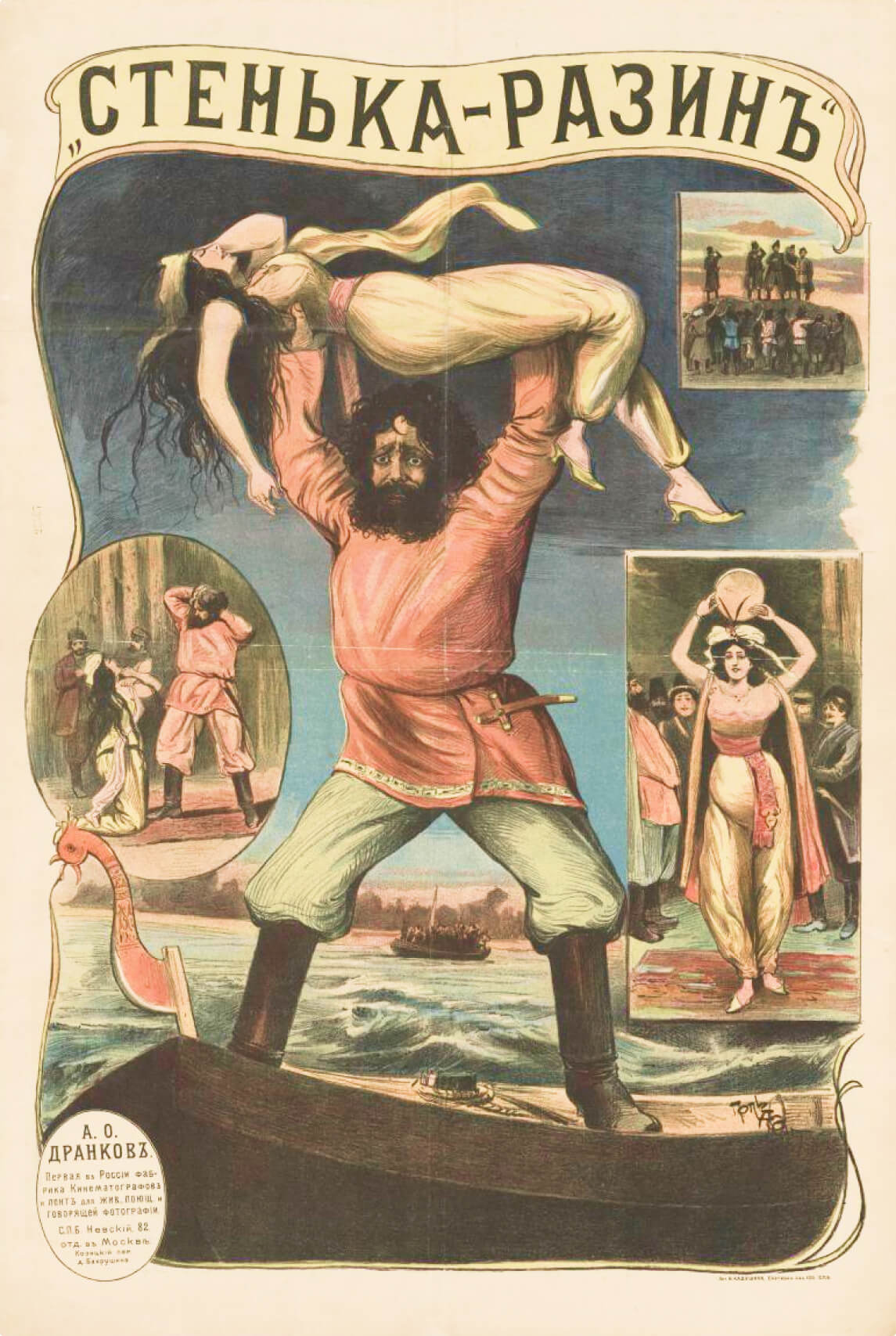
Cartel original de Stenka Razin, primer film ruso, 1908

El cine llegó a Rusia de manos de los Hermanos Lumière en 1896. El primer film rodado en Rusia fue tomado por un camarógrafo de los Lumière, se trataba de la coronación del Zar Nicolás II. Poco tiempo después abrirían salas de exhibición de las casas Pathé y Gaumont. En 1908, Aleksandr Drankov produce el primer film narrativo ruso Stenka Razin, dirigido por Vladímir Romáshkov. Los siguientes años se producirían más de cien filmes enteramente rusos que competirían con la producción de Francia, Alemania, Inglaterra, entre otros.
En 1912, se inauguran los estudios Janzhónkov y se produce el filme Oborona Sevastópolya ("La defensa de Sebastopol") dirigido por Iván Mozzhujin, quien también interpretaba el papel de Napoleón. El Zar Nicolás II ayudó a la producción de este y otros filmes, e incluso tenía un camarógrafo personal, que tomaba películas "caseras", pero no existía una promoción oficial desde el estado. Hacia 1914 con la llegada de la Primera Guerra Mundial, los cineastas rusos se vuelcan a la producción de filmes patrióticos antialemanes, aumentando exponencialmente la producción, llegando a 499 filmes en 1916. Los aliados de Rusia importaban los mejores y más exitosos filmes, como los de Yákov Protazánov y Yevgueni Bauer.
Finalmente, en medio de la guerra, hacia 1917 se produce la Revolución rusa, si bien hay un cierto intento de los productores en adaptarse y se hacen algunos filmes antizaristas, finalmente el cine del Imperio ruso desaparece, al proclamarse la creación de la Unión Soviética. El último filme de este período en completarse fue "Otéts Sergui" ("Padre Sergio") que sería el primer estreno el año siguiente, ya bajo el régimen soviético.

## Cine soviético
Fue una de las más importantes corrientes dentro del cine primitivo. Películas como El acorazado Potemkin (Bronenósets Potiomkin, Eisenstein, 1925) son consideradas obras maestras del cine de todos los tiempos. 
Este cine nació inmediatamente después de la Revolución de Octubre, gracias a las políticas del Gobierno soviético que reconocía la importancia de este medio de comunicación de masas y estimulaba su producción y la formación de cineastas.
Las principales figuras de la época fundacional del cine soviético fueron Lev Kuleshov, Vsévolod Pudovkin y Dziga Vértov. Este cine se caracterizaba por un método de representación no naturalista, la experimentación y la búsqueda de construcción de conceptos desde el montaje. El realizador se expone a sí mismo, queda evidente su mirada. Se recurrirá mucho al documentalismo y se explorarán todas las posibilidades expresivas del medio, aplicando también las ideas del constructivismo.
El cine soviético de vanguardia (por entonces el más vanguardista de Europa), de autores como Eisenstein, Kuleshov... aunque de grandísima e incuestionable calidad, no tuvo gran éxito de taquilla, debido a que las élites intelectuales del país habían huido o sido fusiladas. A excepción de los líderes socialistas, poco cinéfilos (excepto Anatoli Lunacharski, comisario del pueblo de Instrucción Pública que escribió el guion y colaboró en la realización de la película Po Zakonu [1928]), el cine fue más en dirección al realismo socialista y el cine más comercial, aunque siempre con matices políticos. No será hasta que las masas campesinas y obreras formen parte de esa élite intelectual cuando renazca, ya de manera más tímida, la vanguardia cinematográfica soviética.
Hacia 1921, no había una sala funcionando en Moscú, hasta finales de ese año, cuando se abrió una que tuvo gran éxito, y produjo un estímulo a la industria, principalmente reciclando viejos filmes e importando; por entonces el gobierno no regulaba demasiado la actividad. Para 1923, habían abierto 89 salas más. Había libertad y estímulo para producir películas, siempre y cuando estuvieran en la línea ideológica oficial; sin embargo, los líderes del partido advirtieron que era difícil controlar esto. Bajo el gobierno de Stalin, los controles serían más rígidos y muchas películas terminarían cortadas, remontadas o directamente prohibidas.
Uno de los más populares filmes de los años 30 fue Circus. Durante los años cuarenta se pueden destacar Aleksandr Nevski e Iván Grozny, ambos de Eisenstein. Tras la muerte de Stalin en 1953, el cine soviético florece nuevamente, con filmes como La balada del soldado (Ballada o soldate) de Grigori Chujrái que ganó el premio BAFTA de 1962 en el rubro mejor película, y Cuando pasan las cigüeñas (Letiat zhuravlí), único film soviético que ganó la Palma de Oro en el Festival de Cannes. Los sesenta y setenta son también influidos por las nuevas corrientes cinematográficas del resto de Europa; se destaca, entre estos nuevos cineastas, el surgimiento del grandioso director Andréi Tarkovski. También vale la pena destacar a Mijaíl Kalatózov por la película Cuando pasan las cigüeñas, de un extraordinario sentido poético por esa presencia clara pero sublime del trabajo de cámara, y Grigori Kózintsev por la que probablemente es la versión más fiel y exhaustiva (aunque esto implique poco creativa, contrario al Quijote de Orson Welles) realizada jamás del Don Quijote. En esta película, Kózintsev contó con la dirección artística del pintor Alberto Sánchez.
Los años ochenta vieron una diversificación de temas. Se podían abordar temáticas más polémicas. El resultado fueron películas como Contricción (Pokayanie) de Tenguiz Abuladze, que lidiaba con la represión estalinista en Georgia, y la alegórica película de ciencia ficción Kin-Dza-Dza!, que satirizaba el estilo de vida en la Unión Soviética. Hubo otras producciones cinematográficas exitosas, como Moscú no cree en lágrimas del director Vladímir Menshov que recibió desde el Óscar al mejor film extranjero en 1980, hasta el premio San Michele en el Festival Internacional de Bruselas (1981), pasando por el Diploma de la Semana del Cine Joven de Kiev (1979) entre otros.

## Cine ruso actual
La disolución de la Unión Soviética trajo aparejado una virtual defunción del cine de calidad en Rusia y las otras ex repúblicas soviéticas. Se hicieron muy pocos filmes durante la década. Una parte considerable del nuevo cine Ruso está orientado a la producción comercial, dejando de lado las aspiraciones artísticas, se ha filmado mucho cine de acción de baja calidad, comedias y pornografía, dejando poco espacio para otra clase de producciones. 
Aunque la apertura del mercado ha hecho que producciones menos artísticas sean producidas, aún muchos de los cineastas rusos intentan nuevamente reavivar la calidad del cine en este país. Destaca a mediados de la década de 1990 el director Nikita Mijalkov quien obtuvo el Oscar a la mejor película extranjera por Quemado por el sol. 
A su vez en 2002, el director Aleksandr Sokúrov se atreve a innovar, haciendo El arca rusa, el primer film comercial sin editar de la historia, rodado en alta definición, en una sola toma, presentando el plano con steadycam más largo que se haya hecho, sumando un total de 90 minutos de duración.
Otras películas de temática similar han sido producidas recientemente, como Vozvraschéniye (El regreso) dirigida por Andréi Zviáguintsev, ganadora de premios en el festival de Venecia, Koktebel, dirigida por Borís Jlébnikov y Alekséi Popogrebski, y El italiano dirigida por Andréi Kravchuk, aclamadas por la crítica.